# Sematophyllum cuspidatum
Sematophyllum cuspidatum là một loài Rêu trong họ Sematophyllaceae. Loài này được (Mitt.) Kiaer miêu tả khoa học đầu tiên năm 1883.